# Confrérie Saint-Photius
La confrérie  de Saint-Photius (Братство святого Фотия), fondée en 1924 par un groupe de huit jeunes Russes issus de l’émigration russe, (parmi lesquels Nicolas Sakharov, Alexis Stavrowsky et Vsevolod Palachkovsky et les trois frères Kovalevsky, Eugraphe Kovalevsky, Maxime Kovalevsky  et Pierre Kovalevsky et Vladimir Lossky) aidés de quelques intellectuels occidentaux dont  Gérard Cordonnier, joua un rôle très important dans l'histoire de l'Église orthodoxe en France  en tant qu'Église orthodoxe occidentale.

## Liturgie de saint Germain
Son but était 
«  l’universalité de l’Eglise orthodoxe et d’affirmer que 
« chaque peuple, chaque nation a son droit personnel dans l’Eglise orthodoxe, sa constitution canonique autocéphale, la sauvegarde de ses coutumes, ses rites, sa langue liturgique » ; dans cet esprit, la Confrérie mit sur pied dès sa première année d’existence une « commission pour la France » qui envisagea la question de la liturgie occidentale dans ses différentes formes  »
  dont le rite des Gaules. En 1929, cette liturgie est célébrée par le  Père. Lev Gillet dans la chapelle de la Confrérie Saint-Photius, à Saint-Cloud. Le décret du métropolite Serge Ier de Moscou du 16 juin 1936    autorisa la communauté  à conserver le rite occidental moyennant quelques expurgations (article 4 du décret). Les vêtements liturgiques furent occidentaux mais les vêtements orientaux autorisés en cas de participation aux  cérémonies  orthodoxes du rite oriental. En 1939, la Confrérie Saint-Photius crée un  centre missionnaire (sous le patronage de saint Irénée) , béni par le Patriarche Serge Ier de Moscou pour l'élaboration de l’Église orthodoxe occidentale. Un de ses membres, Eugraphe Kovalevsky fut ordonné prêtre et devint par la suite  en 1964 l'évêque Jean de Saint-Denis et canonisé par l'Église orthodoxe des Gaules sous ce nom. Il célébra les offices pour la première fois selon l'ancien Rite des Gaules antérieurs au schisme en 1944 liturgie  dite aussi  « liturgie selon saint Germain », parce que ce  l'évêque de Paris la  décrit dans deux lettres.

## L'institut Saint-Denys
En 1944, avec le  Comité Saint-Irénée et la participation de quelques intellectuels  parmi lesquels Gabriel Marcel et Gérard Cordonnier, fut ouverte à tous une faculté et institut de théologie orthodoxe de langue française sous le patronage de saint Denys l'Aréopagite. Les  membres étudiaient  avec le Père Evgraf Kovalevsky l’enseignement des Pères de l'Église et de saint Denys. L'académie de Paris lui donna une reconnaissance officielle le 9 mars 1945. Ce fut la seconde faculté orthodoxe de Paris avec l’Institut Saint-Serge

## Le Manifeste de la confrérie
«  Nous proclamons et confessons que l'Église orthodoxe est la seule, la vraie Église du Christ. Qu’elle n'est pas seulement orientale, mais qu’elle est l'Église de tous les peuples de la terre, de l'orient, de l'occident, du nord et du sud. Que chaque peuple, chaque nation a son droit personnel dans l'Église orthodoxe, sa constitution canonique autocéphale, la sauvegarde de ses coutumes, ses rites, sa langue liturgique. Unies dans les dogmes et les principes canoniques, les Églises épousent le peuple du lieu. 

Nous nous opposons et nous condamnons toute tentative : 
1. de limiter l'Église orthodoxe
2. de séparer les Églises les unes des autres
3. de soumettre une Église à une autre Église plus puissante

Nous confessons l'unité dans la multiplicité et la liberté, au Nom du Père du Fils et du Saint Esprit. Amen.   »